# 田口翔大
田口 翔大（たぐち しょうた、2004年6月16日 - ）は日本の元子役である。埼玉県出身。

## 略歴
福山雅治の大ファンの母親が、本人が4歳のころ、福山が所属するアミューズの子役部門に応募して合格し所属となった。
2017年2月スタートの『宇宙戦隊キュウレンジャー』において、佐久間小太郎 / コグマスカイブルー役でレギュラー出演。
2020年3月31日をもって、アミューズとの契約が終了。

## 人物
- 『仮面ライダー電王』をよく見ていたため、主演の佐藤健を目標に挙げている[3]。
- 『天空の蜂』で監督を務めた堤幸彦は「『こういうふうにして』と言ったら、その通りにやってくれるから“たぶん30（歳）超えてるんじゃないかな”って思った」とコメントし[8]、高く評価している。
- 『宇宙戦隊キュウレンジャー』では、オーディションの要項を見落としていたため自身がヒーロー役になったとは知らず、最初の出演回では単なるゲストだと思っていたという[4][5]。同作品のスタッフ・キャストも田口の演技力や仕事に対する姿勢を高く評価している[9][10]。

## 出演

### テレビドラマ
- GTO 第3話（2012年7月17日、関西テレビ・フジテレビ系） - 村井國男（幼少期） 役
- 東野圭吾ミステリーズ 第4回「レイコと玲子」（2012年7月26日、フジテレビ)
- 土曜ワイド劇場 温泉若おかみの殺人推理26（2013年8月24日、テレビ朝日） - 八木春斗 役
- 大河ドラマ 花燃ゆ 第20回（2015年5月17日、NHK） - 栄之進 役
- メディカルチーム レディ・ダ・ヴィンチの診断 第8話（2016年11月29日、カンテレ・フジテレビ系） - ショウタ 役
- 宇宙戦隊キュウレンジャー Space.5 - Space.Final（2017年3月12日 - 2018年2月4日、テレビ朝日） - 佐久間小太郎 / コグマスカイブルー 役[6]
- 刑事ゼロ 第6話（2019年2月14日、テレビ朝日） - 中尾昭人 役
- ストロベリーナイト・サーガ 第5話・第6話（2019年5月9日・16日、フジテレビ） - 葉山則之（幼少期） 役

### Webドラマ
- 仮面ライダーアマゾンズ シーズン2（2017年、Amazonプライム・ビデオ） - 千翼（少年時代） 役
- 銀魂 -ミツバ篇-（2017年7月15日、dTV） - 沖田総悟（少年時代） 役
- from Episode of スティンガー 宇宙戦隊キュウレンジャー ハイスクールウォーズ（2017年9月9日 - 10月15日、東映特撮公式ファンクラブ） - 佐久間小太郎 / コグマスカイブルー 役

### 映画
- 天空の蜂（2015年9月12日、松竹） - 湯原高彦 役
- 嫌な女（2016年6月25日、松竹） - 熊田幸一 役
- L-エル-（2016年11月25日、東宝） - オヴェス（幼少期） 役
- 宇宙戦隊キュウレンジャー THE MOVIE ゲース・インダベーの逆襲（2017年8月5日、東映） - 佐久間小太郎 / コグマスカイブルー 役
- 旅猫リポート（2018年10月26日、松竹） - 宮脇悟（小学生） 役

### オリジナルビデオ
- スーパー戦隊シリーズ（東映ビデオ） - 佐久間小太郎 / コグマスカイブルー 役
  - 宇宙戦隊キュウレンジャー Episode of スティンガー（2017年10月25日発売）
  - 宇宙戦隊キュウレンジャーVSスペース・スクワッド（2018年8月8日発売）[11]
  - ルパンレンジャーVSパトレンジャーVSキュウレンジャー（2019年8月21日発売）

### CM
- はごろもフーズ「スパゲッティグラタン」（2010年）
- 花王「ハミングNeo」（2010年）
- バンダイ「キャラデコ 仮面ライダー」（2011年）
- Panasonic「デジタルビデオカメラ 愛情サイズ」（2013年）
- マクドナルド「ハッピーセット ドラえもん」（2013年）
- バンダイ「UNLIMITIV 友達の目線編」（2019年）

### PV
- Tiara「ただいまと言えるまで」（2012年11月10日）
- TOYOTA水素自動車

### ドラマCD
- 宇宙戦隊キュウレンジャー オリジナルアルバム サウンドスター3 ゲース・インダベーの逆襲（2017年） - 佐久間小太郎 / コグマスカイブルー 役

### 雑誌
- めばえ（2010年）
- 幼稚園（2010年）
- 小学1年生（2012年8月号）

## ディスコグラフィ

### キャラクターソング
| 発売日 | 商品名                                          | 歌                                            | 楽曲             | 備考                                           |
| 2017年 | 2017年                                          | 2017年                                        | 2017年           | 2017年                                         |
| ------ | ----------------------------------------------- | --------------------------------------------- | ---------------- | ---------------------------------------------- |
| 8月2日 | 宇宙戦隊キュウレンジャー 夏期エンディング主題歌 | 佐久間小太郎 / コグマスカイブルー（田口翔大） | 「BLUE SKY BOY」 | テレビドラマ『宇宙戦隊キュウレンジャー』関連曲 |